# Sent Sixt
Sant Sixt (en francès Saint-Sixte) és un municipi francès situat al departament d'Òlt i Garona i a la regió de la Nova Aquitània.

## Demografia
| 1962                                       | 1968 | 1975 | 1982 | 1990 | 1999 | 2007 |
| ------------------------------------------ | ---- | ---- | ---- | ---- | ---- | ---- |
| 225                                        | 264  | 249  | 260  | 255  | 282  |      |
| Des de 1962: població sense dobles comptes |      |      |      |      |      |      |

## Administració
| Període   | Identitat          | Partit |
| --------- | ------------------ | ------ |
| 1989-2008 | Jean-Jacques Magné |        |
| 2008-     | Gérard Aujoux      |        |